# Флаг Усть-Абаканского района
Флаг муниципального образования Усть-Абака́нский район Республики Хакасия Российской Федерации — опознавательно-правовой знак, служащий официальным символом муниципального образования.
Флаг утверждён 11 октября 2012 года и 16 октября 2012 года внесён в Государственный геральдический регистр Российской Федерации с присвоением регистрационного номера 7979.

## Описание
«Прямоугольное двухстороннее полотнище с отношением ширины к длине 2:3, составленное из двух равновеликих частей — белой (у древка) и голубой, соединённых по восходящей диагонали (от нижнего конца у древка) бегущими вверх волнами. В середине полотнища — жёлтый, вздыбленный конь, а в верхнем углу у древка — жёлтый круг, обрамлённый пятью красными лепестками».

## Обоснование символики
Усть-Абаканский район расположен в центре Республики Хакасия. По территории района протекают многие реки, из которых наиболее крупные Енисей и его приток река Абакан. Население занимается разведением молочного и мясного скотоводства, овцеводством, табунным коневодством, свиноводством, выращиванием сельскохозяйственной птицы разных видов.
Символика флага Усть-Абаканского района многозначна:
— деление полотнища пополам — аллегория центрального расположения района (в середине) в Хакасии;
— бело-голубое поле, с белыми и голубыми волнами — аллегория двух главных рек района Абакан и Енисей;
— жёлтый (золотой) конь — символизирует любовь коренного населения района к степным красавцам. Коневодству в районе уделяется большое внимание. Усть-Абаканский район является местом проведения многочисленных конноспортивных соревнований. Конь, гордое и статное животное, символ преодоления расстояний и препятствий, символ отваги, силы, скорости;
— жёлтый круг, окаймлённый пятью красными лепестками, — аллегория одного из хакасских солярных знаков. Солярные, то есть солнечные знаки широко использовали местные народы, украшая ими одежду, оружие, жилища. Они являлись для хакасов оберегами от злых духов.
Белый цвет (серебро) — символ чистоты, совершенства, мира и взаимопонимания.
Голубой цвет (лазурь) — символ возвышенных устремлений, искренности, преданности, возрождения.
Жёлтый цвет (золото) — символ урожая, богатства, стабильности, уважения.
Красный цвет — символ труда, мужества, жизнеутверждающей силы, красоты и праздника.